# Faro di Capo dell'Arma
Il faro di Capo dell'Arma o faro di Capo Verde, è situato sulla punta del promontorio omonimo in provincia di Imperia, nel territorio del comune di Sanremo, in prossimità della frazione di Bussana, ed è il primo faro del litorale ligure, partendo dal confine francese.

## Storia
La struttura originaria venne costruita dal Genio Civile nel 1912 e fu attivato dalla Regia Marina per illuminare questo tratto di mare frontaliero. Venne elettrificato nel 1936.
Durante la seconda guerra mondiale, venne distrutta completamente la sua struttura originaria dalle truppe tedesche in ritirata, ma venne prontamente ricostruito dalla Marina Militare ed i lavori terminarono nel 1948.
Il faro è completamente controllato e gestito dal Comando di Zona Fari della Marina Militare con sede nella Spezia (che tra l'altro si occupa di tutti i fari dell'Alto Tirreno). La Marina Militare si occupa della gestione di tutti i fari (di cui 128 d'altura) sugli 8.000 km circa di coste italiane dal 1910, avvalendosi sia di tecnici militari che civili.

## Architettura
La lanterna è situata su una torre bianca di forma cilindrica la quale è inserita nella costruzione di servizio di due piani, caratterizzata da una colorazione ad intonaco con una decorazione a fascia di colore nero. La facciata dell'edificio di servizio non presenta decorazioni, ma risulta essere stata realizzata esclusivamente per la propria funzionalità.
Per raggiungere la sommità della torre, bisogna percorrere una scala elicoidale presente all'interno della stessa, la quale permette di accedere alla terrazza dell'edificio che ha anche la funzione di copertura della struttura. Proseguendo sulla scala elicoidale si giunge alla stanza dell'orologio e da qua si accede ad un ballatoio che, mediante una rampa metallica, consente di giungere alla lanterna.